# مسابقه آواز یوروویژن ۱۹۸۹
مسابقه آواز یوروویژن ۱۹۸۹ ۳۴مین دوره از مسابقات آواز یوروویژن بود که در Palais de Beaulieu، لوزان، سوئیس برگزار شد. برنده آن کشور یوگسلاوی بود.